# Зірковий агент
«Зірковий агент» (англ. Agent to the Stars) — науково-фантастичний роман американського письменника Джона Скальзі. У ньому розповідається про Тома Штейна, молодого голлівудського агента, якого найняла іншопланетна раса, щоб розповісти людству про їхню присутність.
Скальзі почав «Зіркового агента» 1997 року як свій «практичний» роман, щоб побачити, чи зможе він написати роман. Він опублікував його як умовно-безкоштовний роман на своєму вебсайті в 1999 році, попросивши читачів надіслати йому 1 долар, якщо їм сподобається історія. Через п'ять років, протягом яких, за його словами, він заробив близько 4000 доларів, він перестав просити подальші пожертви.
Після публікації другої книги Скальзі «Війна старого» видавництвом Tor Books обмежене видання «Зіркового агента» було опубліковано у 2005 році видавництвом Subterranean Press з обкладинкою Майка Крагуліка з відомого Penny Arcade. Пізніше Tor випустив комерційне видання в м'якій обкладинці в листопаді 2008 року та масове видання в грудні 2010 року. Версія аудіокниги з розповіддю Віла Вітона була випущена 7 грудня 2010 року.

## Сюжет
Том Штейн — агент знаменитостей, який представляє кількох голлівудських акторів, найвідоміший з яких — Мішель Бек, щира, але безмозка блондинка, яка хоче прорватися в серйозну акторську кар'єру, попри те, що має дуже обмежений талант. Карл Лупо, бос Тома, просить його відмовитися від усіх клієнтів, щоб зайнятися Джошуа. Джошуа, як з'ясовується, є йерджаком, аморфним видом амебоїдів, які спілкуються за допомогою нюху і жахливо пахнуть, і які прилетіли на Землю на астероїді, щоб увійти в перший контакт. Зрозумівши, що вони підходять під опис інопланетного монстра з голлівудських фільмів, прибульці таємно зв'язалися з Карлом і створили Джошуа через злиття думок Іхерджака і Карла.
Джошуа ховається в домі Тома та зливається з Ральфом, літньою собакою, за якою Том піклувався після того, як Ральф переніс серцевий напад. Щоб дати Джошуа чим зайнятися, він починає наймати собаку Джошуа на ролі, і той миттєво стає найбажанішим актором-собаком у Голлівуді, враховуючи його очевидні здібності.
Пізніше, після невдалої проби на роль у драматичному фільмі про Голокост, Мішель випадково задихнулася під час виготовлення маски для спецефектів у фантастичному фільмі. Зрозумівши, що єрджак може зцілити її через зв'язок, подібно до того, як Джошуа зв'язав свою долю з собакою Ральфом, він змовляється відвезти її на корабель. Це викликає обурення, оскільки зв'язок з живим представником виду є найжорстокішим вчинком серед єрджаків, а також те, що Мішель покінчила життя самогубством. Після подальшої перевірки і з'ясування, що Мішель задихнулася випадково, єрджаки погоджуються, і Мішель знову з'являється, тепер уже як ментальна амальгама Мішель, Джошуа, Карла і собаки Ральфа.
Том спотикається про ідею взяти Мішель у фільм про Голокост «Важкі спогади». Після зустрічі з бабусею Тома Сарою Розенталь, яка пережила Голокост, Мішель вбирає її спогади та дає неймовірне прослуховування. Фільм має неперевершений успіх, і Мішель отримує премію «Оскар» за найкращу жіночу роль. Під час своєї промови нагородження вона поступово набуває нормальної, прозорої желатинової форми, водночас закликаючи прийняти, незалежно від зовнішнього вигляду чи форми. Єрджаки, розкриті нарешті, широко прийняті.

## Відгуки
Publishers Weekly назвав його «витонченим» і «легким», з «передбачуваним сюжетом», який, проте, був «розважальним». Amazing Stories описав роман як «одноразову, цинічну розвагу з великим серцем» і «досить стриману історію для першого контакту», із «свідомо дурною обстановкою», «достатньо гострими» персонажами та діалогами, а також реалістичним... почуття зображення життя в агентстві талантів. Сайт SF Site порівняв його з роботою Спайдера Робінсона та Роберта Гайнлайна, назвавши його «спонукаючим до роздумів і розважальним», і похвалив Скальці за дослідження людської схильності поєднувати мораль з естетикою.

## Видання в Україні
Український переклад книги було опубкліковано 2022 року видаництвом Навчальна книга Богдан. Переклад з англійської Алекса Антомонова.